# Elecciones provinciales de Tierra del Fuego de 1995
Las elecciones generales de la provincia de Tierra del Fuego, Antártida e Islas del Atlántico Sur de 1995 tuvieron lugar el 24 de septiembre de 1995, desfasadas de las elecciones presidenciales y legislativas a nivel nacional. Se debían escoger al Gobernador para el período 1996-2000, a los 15 miembros de la Legislatura Fueguina, y a los intendentes y concejales de Río Grande y Ushuaia. El gobernador incumbente, José Arturo Estabillo, del Movimiento Popular Fueguino (MOPOF), se presentó a la reelección para un segundo y último mandato, siendo Mario Daniele, del Partido Justicialista (PJ), su principal oponente.
Debido al fallecimiento de Víctor Choque el 12 de abril del mismo año durante la represión de una manifestación de trabajadores despedidos (que fue la primera muerte violenta en una protesta social argentina desde la restauración democrática), el gobierno de Estabillo se enfrentaba a un fuerte rechazo público, y varias encuestas, incluso menos de un mes antes de la elección, posicionaban al gobernador en segundo lugar detrás de Daniele con más de 15 puntos de diferencia. Sin embargo, en un sorpresivo repunte, Estabillo no solo obtuvo su reelección sino que triunfó en primera vuelta, con un aplastante 57.99% de los votos, fenómeno que no ha vuelto a repetirse en la historia electoral fueguina. Estabillo triunfó en todos los departamentos, excepto en el Departamento Islas del Atlántico Sur que no participó en la elección, al encontrarse las islas bajo el control del Reino Unido en el marco de la disputa por su soberanía. La participación fue del 81.56%, la más alta desde la provincialización del territorio, por lo que con esta elección, Estabillo ostenta los dos récords de haber sido el gobernador electo con la participación más alta y más baja de la historia de su provincia, correspondiendo esta última a la segunda vuelta que ganó en 1991 (60.36%).
El MOPOF, sin embargo, fracasó en obtener la mayoría legislativa y mantuvo los 7 legisladores que tenía, en gran medida debido a la cantidad de votos en blanco que tuvieron las elecciones de legisladores. El PJ sufrió una fuerte debacle, con Daniele recibiendo el 35.60% de los votos, y el partido perdiendo 2 escaños, conservando 5. La Unión Cívica Radical (UCR), si bien disminuyó su voto en la elección de gobernador, con Juan Carlos García como candidato, repuntó en las legislativas con un 19.84% y 3 escaños.

## Reglas electorales
Las elecciones se realizaron bajo la constitución provincial de 1991, y bajo la Ley Electoral Provincial 201/94. La misma establece que los cargos de Gobernador y Vicegobernador se eligen directamente por el electorado de la provincia en fórmula única, por mayoría absoluta de votos con la provincia como distrito único para un mandato de cuatro años, reelegibles una sola vez consecutivamente. Si ninguna de las fórmulas obtuviera esa mayoría, se realizará una segunda vuelta electoral entre las dos fórmulas más votadas en la primera, dentro de los quince días siguientes, quedando consagrada la que obtuviese el mayor número de sufragios. Tierra del Fuego es uno de los pocos distritos argentinos que prohíben constitucionalmente que las elecciones provinciales coincidan con las nacionales, debiendo estas estar separadas por un intervalo de tres meses.
Los legisladores provinciales, que son quince, se eligen directamente. Se aplicará el sistema de representación proporcional, método D'Hondt con un piso del (5%) de los votos válidos emitidos. Los legisladores serán electos de acuerdo con el orden de lista y número de votos para cada uno, según el sistema de tachas. El sistema de tachas se aplica conjuntamente con el proporcional (método D'Hondt), de modo que el número de votos obtenidos determina el número de bancas que corresponderá a cada partido en la Legislatura. Las tachas contenidas en las boletas utilizadas para votar, establecerán el orden de designación de los candidatos a elegir, modificando el orden impreso en ellas, el que sólo se aplicará en los casos de empate. No se considerarán las tachas efectuadas a cada candidato que no superen el (50% +1 voto) del total de los votos válidos emitidos en favor de la lista que lo propuso.
El gobernador y los legisladores electos asumen sus cargos el 10 de enero del año siguiente, siendo junto con Tucumán (cuyas autoridades asumen el 29 de octubre), las únicas dos provincias argentinas cuyas autoridades provinciales no asumen el 10 de diciembre.

## Resultados

### Gobernador y Vicegobernador
|  | 57,99 % |

|  | 35,60 % |

|  | 4,82 % |

|  | 1,60 % |

|  | 95,04 % |

|  | 4,23 % |

|  | 0,72 % |

|  | 100 % |

|  | 81,56 % |

### Legislatura Provincial
|  | 40,06 % |

|  | 32,25 % |

|  | 19,84 % |

|  | 3,37 % |

|  | 2,16 % |

|  | 1,43 % |

|  | 0,90 % |

|  | 88,56 % |

|  | 10,81 % |

|  | 0,63 % |

|  | 100 % |

|  | 81,56 % |